# Minuartia moehringioides
Minuartia moehringioides är en nejlikväxtart som först beskrevs av José Mariano Mociño, Amp; Sesse och Dc., och fick sitt nu gällande namn av Johannes Mattfeld. 
Minuartia moehringioides ingår i släktet nörlar och familjen nejlikväxter. Inga underarter finns listade i Catalogue of Life.